# Ioan Mircea Pașcu
Ioan Mircea Paşcu (Satu Mare, 17 februari 1949) is een Roemeense politicus en was lid van het Europees Parlement namens Roemenië. Hij diende eerder als minister van Defensie van 2000 tot 2004. Hij is lid van de Sociaal-Democratische Partij, onderdeel van de Partij van Europese Socialisten.
Tijdens zijn termijn als minister van Defensie werd Roemenië lid van de NAVO en raakte Roemeense troepen betrokken bij de oorlog in Afghanistan. Hij zou volgens in het rapport van Dick Marty aangaande het geheime detentieprogramma van de CIA, op de hoogte zijn geweest van het bestaan van geheime CIA vluchten via Roemenië en detentiecentra.
Ioan Mircea Pașcu werd door Roemenië voorgedragen als Europees Commissaris zonder portefeuille. Dit gebeurde nadat Corina Crețu haar commissariaat moest opgeven na de Europese Verkiezingen omdat ze zich verkiesbaar stelde namens een andere politieke partij. Het commissariaat van Crețu werd ad interim ingevuld door de Johannes Hahn. Omdat ieder land een Commissaris heeft zou Ioan een Commissaris zonder portefeuille worden. Estland, die in een zelfde situatie was beland, trok hun kandidaat in waarna ook Roemenië de kandidatuur van Ioan in trok en het idee van Commissarissen zonder portefeuille niet doorging. Ioan Mircea Pașcu had zich toch al niet zo populair gemaakt bij de partijleider van de PSD Viorica Dăncilă.

## Posities in het Europees Parlement
- Vice-voorzitter van de Commissie buitenlandse zaken
- Vice-voorzitter van de delegatie voor de betrekkingen met de parlementaire vergadering van de NAVO
- Lid van de Subcommissie veiligheid en defensie
- Lid van de delegatie voor de betrekkingen met Japan
- Plaatsvervanger Lid van de Commissie vervoer en toerisme
- Plaatsvervangend lid van de delegatie voor de betrekkingen met de Verenigde Staten

## Curriculum vitae

### Academische carrière
- 1971 Diploma in buitenlandse handel, Faculteit buitenlandse handel, Academie voor economische studies, Boekarest
- 1980, Doctoraat in Politieke Wetenschappen, Instituut voor Politieke Wetenschappen, Boekarest
- 1971-1986, onderzoeker, Afdeling Internationale Betrekkingen, Instituut voor Politieke Wetenschappen, Boekarest
- 1973, Onderzoeker, Salzburg Seminar for American Studies
- 1979-1981, Deelnemer, Ford Foundation-beurs
- 1985, Gasthoogleraar, St. Catherine's College, Oxford
- 1986-1988, docent Internationale betrekkingen, Academie voor Politieke en Sociale Wetenschappen, Boekarest
- 1988-1989, Resident researcher, Instituut voor Oost-West Veiligheid Studies, New York
- 1992-1993, Grant, Japan Foundation, Center for Slavic Studies, University of Hokkaido (Sapporo) en buitenlandse onderzoeker, Japans forum voor internationale betrekkingen
- 1990-1996, decaan van de faculteit Internationale betrekkingen, Nationale School voor politieke studies en openbaar bestuur, Boekarest
- 1990-heden, hoogleraar Internationale betrekkingen, Nationale School voor Politieke Studies en Bestuurskunde, Boekarest

### Politieke carrière
- 31/12/1989 - 01/07/1990, lid van de Commissie buitenlandse zaken, Front voor Nationale Redding (Frontul Salvării Naţionale).
- 09/02/1990 - 15/05/1990, lid van de Voorlopige Raad van Nationale Eenheid (Consiliul Provizoriu de Uniune Națională)
- 01/07/1990 - 01/10/1992, Presidentiële consulent, Hoofd van het directoraat Buitenlands beleid, Afdeling politieke analyse, Roemeense presidentiële administratie
- 1990-1992, vicevoorzitter van het Front voor Nationale Redding
- 1996-2000, lid van het Roemeense parlement namens het District Maramureș, Voorzitter van de Defensie Commissie.
- 22/03/1993 - 22/11/1996, Staatssecretaris voor Defensiebeleid en Internationale Betrekkingen, Ministerie van Nationale Defensie
- 1997-2006, vicepresident van de PSD
- 2000-2007, lid van het Roemeense parlement voor de kamer van afgevaardigden namens het district Satu Mare
- 2000-2004, Minister van Defensie
- 2007-2019, lid van het Europees Parlement namens de PSD